# Ediciones La Cúpula
Ediciones La Cúpula es una editorial española, ubicada en Barcelona y con distribución también en Hispanoamérica, dedicada al cómic underground y alternativo, fundamentalmente estadounidense (Robert Crumb, Gilbert Shelton, Daniel Clowes, Charles Burns, Peter Bagge, los Hernandez Bros., David Lapham, Adrian Tomine, Joe Matt, Chester Brown, etc.), europeo (Tanino Liberatore, Ralf König, Étienne Davodeau, Camille Jourdy, etc.) y español (Nazario, Max, Fermín Solís, Sebas Martín, Gallardo & Mediavilla, etc.) que fuera fundada por José María Berenguer en 1979, de forma simultánea a su revista El Víbora. Aparte de ella, ha editado álbumes y otras revistas, como Makoki (1982), con las que a principios de los ochenta revolucionó el mercado autóctono.

## Trayectoria editorial
Amparada en su única revista estrella, El Víbora (1979), La Cúpula lanzó en 1984 otra revista, Makoki, que sólo duraría dos años. Comenzó, sin embargo, a recopilar historietas previamente serializadas en El Víbora en colecciones como El Víbora Series (1984) y sobre todo Historias completas de El Víbora (1987) y La Cúpula Comix Novela Gráfica (1991). Otros muchos álbumes aparecieron sueltos (Víbora Color) o bajo la forma de obras completas de un autor (Gilbert Shelton, 1989; Robert Crumb, 1991; Max).
Buscando explotar el sector de los cómics pornográficos, había lanzado en 1987 la Colección X y en 1992 la revista Kiss Comix, que a finales de la década contaría con una edición internacional: French Kiss.
En 1996 apareció la colección «Brut Comix», dirigida por Hernán Migoya, que presentaba en un formato popular (blanco y negro y con grapas), la obra de autores como Peter Bagge, Chester Brown, Charles Burns, Daniel Clowes, Miguel Ángel Martín, Thomas Ott o Juaco Vizuete. 
En 2000 empezó a editar la colección satírica Me parto.
En 2004, con la desaparición de Proyectos Editoriales Crom, La Cúpula retomó la publicación de la serie de historietas The Fuzztoons. Publicó una segunda edición de los dos primeros números de la serie bajo los títulos Fuzztoons 1, El señor de los pardillos y Fuzztoons 2, Merluzada en Mordheim. Desde entonces La Cúpula ha continuado publicando nuevos números de la serie (The Fuzztoons: Masters cut 1, The Fuzztoons: La maldición de Dexterming, World of Fuzztoons: De farra en Zul Farrak, World of Fuzztoons: El golpe de los Chachi Pirulis etc).
En 2005 cerró El Víbora y lanzó Claro que sí cómics, dedicada al público gay. Estuvo dirigida por Sebas Martín y contó con autores como Iván García Pozo.
En 2011 cerró la última revista con la que contaba, "Kiss Comix".
En la actualidad la Editorial es dirigida por Emilio Bernárdez

## Premios
- Al mejor editor según Diario de Avisos en dos años casi consecutivos: 2007 y 2009.[7]